# أوجين مانويل
أوجين مانويل (بالفرنسية: Eugène Manuel)‏ هو كاتب وشاعر فرنسي، ولد في 13 يوليو 1823 في باريس في فرنسا، وتوفي بنفس المكان في 1 يونيو 1901.